# Un démon de petite envergure
Un démon de petite envergure (ou Le Démon mesquin ; en russe : Мелкий бес) est un roman russe de l'écrivain Fiodor Sologoub, publié pour la première fois (en partie) en 1905, puis en entier en 1907. C'est avec ce roman que Sologub connut son plus grand succès auprès des lecteurs, avec onze éditions successives.

## Publication
Le roman a été écrit sur une période de dix ans entre 1892 et 1902, mais avant 1897 l'auteur compose seulement des plans, des esquisses, des fragments de dialogues, d'épisodes. L'intrigue du roman est basée sur des évènements réels dont l'auteur a été témoin pendant des années d'enseignement au gymnase de Velikié Louki : l'histoire du professeur Ivan Ivanovitch Strakhov (prototype de Peredonov, le héros du roman), obsédé par l'idée d'obtenir une place d'inspecteur et qui a terminé ses jours dans un asile d'aliéné.
Trouver un éditeur pour ce roman n'a pas été chose aisée. Pendant plusieurs années, Sologoub s'est adressé à différents magazines où son manuscrit a été lu et relu, mais on le lui a rendu sans l'éditer parce qu'il était « trop risqué et étrange » pour les éditeurs. Finalement, le journal Questions de vie le publie partiellement en 1905, puis sa publication est interrompue au chapitre 24 du fait de la fermeture du journal. La publication dans ce journal est passée inaperçue (la seule critique est celle de L. D. Zinoviev-Annibal dans Vesy en 1905). 1905, c'était l'année de la première révolution russe, et les attentes politiques ont pris le dessus sur les questions littéraires et artistiques, si bien que le roman est passé inaperçu pour le grand public et les critiques. Ce n'est qu'en mars 1907, quand le roman est paru dans une édition séparée, qu'il a reçu non seulement la juste reconnaissance des lecteurs mais est devenu l'objet d'analyses des critiques et l'un des romans les plus populaires de la Russie pré-révolutionnaire. Au cours de la vie de Sologoub, onze éditions du Démon mesquin ont été publiées. Rien qu'entre les années 1907 à 1910, le roman a été édite six fois en édition séparée, le tirage total s'élevant à 15 000 exemplaires. En URSS, deux éditions posthumes ont été publiées (1933, 1958), puis, à partir de 1988 les éditions se sont suivies en grand nombre.

### Le titre
Dès les premiers commentaires sur le roman, les critiques et les lecteurs se sont demandé avec perplexité lequel des personnages était désigné par Sologoub démon mesquin. C'est le plus souvent Peredonov lui-même qui est choisi pour tenir ce rôle. Mais dans la préface à la deuxième édition, Sologoub accorde les versions différentes en désignant sous le nom démon mesquin tous les personnages qui pourraient prétendre à ce rôle : « Non, mes chers contemporains, c'est sur vous-mêmes que j'ai écrit mon roman sur le démon mesquin … sur Ardalion, Varvara, Ludmila, Sacha … et sur d'autres. Et sur vous. ». La seule autre interprétation possible (bien que cette question ne doive pas recevoir nécessairement une réponse sans équivoque) est que ce nom appartient à un monstre difforme, un démon, apparaissant plusieurs fois dans les pages du roman et subjuguant la volonté de Peredonov dans les derniers chapitres et qui est désigné comme Petite bête grise.

### Peredonov
Le roman dépeint l'âme d'un professeur sadique, érotomane, Ardalion Borissytch Peredonov dans le contexte d'une vie terne et peu intéressante dans une ville de province. L'envie, la colère, et l'égoïsme conduisent Peredonov au délire total et à la perte de perception de la réalité.
Peredonov est professeur de langue russe et languit dans l'attente d'une nomination comme inspecteur, qui lui a été promise par une lointaine princesse. Et ce n'est même pas lui qui a reçu la promesse directement, mais sa maîtresse et cousine germaine Varvara. C'est d'un regard ténébreux qu'il regarde le monde et les gens, dans la rue tout lui semble hostile et sinistre.
En parallèle se déploie le panorama de toute une vie, avec tout ce qu'il y de petit chez l'homme. Mais Peredonov n'en est pas pour autant un anti-héros. Pour le critique Vladimir Botsyanovsky : « à la fin du roman, ce n'est plus de ce Peredonov maniaque que vous avez peur, mais de cette société qui ne représente rien de mieux que lui. Les mères et les fiancées luttent pour qu'il rentre dans leur famille et les épouse elles ou leurs filles. Son entourage se comporte en général aimablement avec lui. […] Mais cet entourage est composé peut-être de gens mentalement anormaux mais qui ont l'avantage d'être considérés dans la société ». La maladie de Peredonov n'est pas un accident mais une maladie commune dans la vie moderne que connaît la Russie, confirme l'auteur du roman lui-même, Sologoub.
Le Démon mesquin est devenu l'objet d'une attention particulière de la part des critiques modernes Izmaïlov Alexandr (en), Korneï Tchoukovski, Léon Chestov, Razoumnik Ivanov-Razoumnik, qui ont tous écrit sur ce roman.
La méchanceté de Peredonov est un trait éternel de personnages de ce type qui fait qu'il ne ressemble à personne. Il peut dire comme le héros dans Les carnets du sous-sol de Fiodor Dostoïevski : « Moi, je suis seul, et eux, ils sont tous ! » Il est seul et solitaire. Tous ses proches ou ses amis ne sont pas vraiment des amis ou des proches parce qu'aucun d'entre eux ne comprend vraiment son chagrin infini.

### La petite bête grise

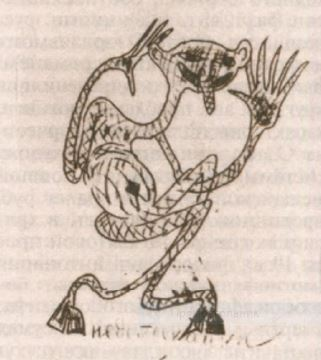
Nedotykomka, petite bête grise (dessin de Mstislav Doboujinski (1907)

Peredonov est sous l'emprise d'une petite créature grise que le texte russe dénomme Nedotykomka qui le tourmente et que le traducteur Georges Arout traduit par petite créature grise ou petite bête grise.

« Une créature bizarre, aux formes indéfinies - petite, grise, terriblement remuante - accourut d'on ne sait d'où. Ricanant sans arrêt, elle s'agitait, tremblait et tournait autour de lui. Mais lorsqu'il lui tendait la main, elle s'éclipsait aussitôt, s'échappait par la porte ou se réfugiait sous l'armoire, pour réapparaître une minute plus tard, ricanant, tremblant, persiflant et toujours aussi grise, fureteuse et inexpressive… Peredonov comprit de quoi il s'agissait et s'empressa de prononcer quelques formules d'exorcisme à voix basse. L'étrange créature émit un sifflement faible, très faible, se roula en toute petite boule et, en roulant, s'échappa de la pièce. »

Fiodor Sologoub a également composé un poème intitulé Nedotykomka, la petite créature grise le 1er octobre 1899, à la même époque, pendant qu'il composait Le Démon mesquin.
Le critique Vladimir Botsianovski (en) réfléchit à la place de cette créature grise dans la littérature russe. Pour lui, le diable de Nicolas Gogol s'est déplacé chez Fiodor Dostoïevski puis s'est installé chez Sologoub. Les héros de Dostoïevski ont vu cette créature sous des formes différentes et presque toujours en rêve. Hippolyte Térentieff, le phtisique de L'Idiot la voit sous forme de scorpion ou sous une forme plus terrible encore que le scorpion, si terrible qu'il n'existe pas d'animaux tels dans la nature. À Ivan Karamazov elle apparaît comme un démon convenable, vêtu d'un veston élégant. Peredonov la voit comme une variante des démons des cauchemars des Karamazov.
À la différence du diable des Frères Karamazov et du Moine noir d'Anton Tchekhov, la petite créature grise est une image plus objective. Peredonov n'est plus qu'un médium capable de la voir en raison de son état psychique maladif, mais cela ne signifie pas que ce soit cet état qui donne naissance à la petite créature grise. Celle-ci n'est pas tant révélatrice de l'état de folie de Peredonov que de la nature chaotique du monde réel. Elle est un symbole de ce chaos et, comme tel, elle appartient au monde et non à Peredonov, remarque Viktor Erofeïev (ru).
Pour Ettore Lo Gatto, le but symbolique de Sologoub dans son roman résulte de la présence de ce diablotin ou petite bête grise, de qui semblent provenir toutes les hallucinations et finalement la folie du héros. La vulgarité du milieu décrit est en un certain sens gogolienne et la psychopathie dostoïevskienne.

### Sacha et Ludmila
À côté des sombres affaires de Peredonov se développe dans le roman une histoire d'amour lumineuse mais un peu pathologique en raison de l'âge du jeune adolescent lycéen Sacha et de la joyeuse jeune femme Ludmila. Elle aime beaucoup les parfums. Elle enivre le jeune garçon avec ceux-ci et s'amuse à l'exciter, mais rapidement elle en tombe amoureuse. Ils deviennent rapidement amis.

« Mais aussitôt après, d'une voix douce et rêveuse elle ajouta
— Il est parfaitement pur !

— Tu penses ! s'exclama Daria railleuse. 

— C'est le plus bel âge pour un garçon : quatorze ou quinze ans … dit Ludmila. Il ne peut rien, ne sait rien réellement, mais il pressent tout, oui tout, absolument. Et il n'a pas de barbe, de barbe ignoble. »

## Création du roman
La ville choisie par Sologoub pour l'action du roman est celle de Vytegra, où il a vécu en 1889-1892. Les personnages du roman sont créées avec les traits de modèles existants. Pour autant que l'on sache, le prototype de Peredonov était un certain Strakhov qui est devenu fou dans les années 1898, encore plus fou même que Peredonov, selon Sologoub. En ce qui concerne la symphonie des parfums dont Ludmila se sert pour séduire Sacha, il faut savoir que selon les souvenirs de ses contemporains Sologoub était grand amateur de parfum et qu'il en portait toujours un flacon sur lui.
En 1909, Solougov a écrit une pièce de théâtre basée sur le roman. Elle a été mise en scène dans plusieurs théâtres de l'Empire russe. Roman Viktiouk a également mis en scène cette pièce à plusieurs reprises en Russie. Le cinéma et l'opéra, en Russie, ont également adapté ce roman.

## Appréciations
Pour Sologoub lui-même :

« Ce roman est un miroir réalisé avec soin. Je l'ai poli longtemps en le travaillant avec zèle. Sa surface est lisse et sa composition est propre. Pour l'avoir mesuré souvent et vérifié attentivement, il ne présente aucune courbure dans le reflet. Le laid et le beau se reflètent en lui de la même manière. »

— Dans la préface de la deuxième édition en janvier 1908, Sologoub